# 34. Primetime Emmy-gála
A 34. Primetime Emmy-gála során az 1981 és 1982 között főműsoridőben bemutatott, amerikai televíziós programokat értékelték. A jelölteket az Academy of Television Arts & Sciences választotta ki. A Los Angeles-i Pasadena Civic Auditoriumben tartott ceremóniát az ABC tűzte műsorra 1982. szeptember 19-én. A műsor házigazdái John Forsythe és Marlo Thomas voltak. Ingrid Bergman ekkor nyerte utolsó és egyben posztumusz díját a A Woman Called Golda című tévéfilmért. Ez volt a negyedik olyan Emmy-díj, amit posztumusz adták oda, egyben a második a kategóriában, amit egy szindikált sugárzású, nem egy csatorna által adott műsor nyerte.

## Győztesek és jelöltek
A nyertesek félkövérrel jelölve.

### Műsorok
| Legjobb vígjátéksorozat | Legjobb drámasorozat                                                                                       |
| --- | --- |
| - Barney Miller (ABC) - Love, Sidney (NBC) - MASH (CBS) - Taxi (ABC) - WKRP in Cincinnati (CBS)                                                                                   | - Zsarublues (NBC) - Dinasztia (ABC) - Fame (NBC) - Lou Grant (CBS) - Magnum (CBS)                         |
| Legjobb tévéfilm | Legjobb minisorozat                                                                                        |
| - A Woman Called Golda (szindikált sugárzás) - Bill (CBS) - The Elephant Man (ABC) - Inside the Third Reich (ABC) - A túlélő (CBS)                                                | - Marco Polo (NBC) - Utolsó látogatás (PBS) - Flickers (PBS) - Oppenheimer (PBS) - A Town Like Alice (PBS) |
| Legjobb varietésorozat vagy különkiadás | |
| - Night of 100 Stars (ABC) - AFI Life Achievement Award: A Tribute to Frank Capra (CBS) - Ain't Misbehavin' (NBC) - Baryshnikov in Hollywood (CBS) - Second City Television (NBC) | |

### Színészek

#### Főszereplők
| Legjobb férfi főszereplő (vígjátéksorozat) | Legjobb női főszereplő (vígjátéksorozat) |
| --- | --- |
| - Alan Alda (Hawkeye Pierce) - MASH (CBS) (Epizód: "Where There's a Will, There's a War") - Robert Guillaume (Benson DuBois) - Benson (ABC) - Judd Hirsch (Alex Reiger) - Taxi (ABC) - Hal Linden (Barney Miller) - Barney Miller (ABC) - Leslie Nielsen (Frank Drebin) - Nagyon különleges ügyosztály (ABC) | - Carol Kane (Simka Dahblitz) - Taxi (ABC) (Epizód: "Simka visszatér") - Nell Carter (Nell Harper) - Gimme a Break! (NBC) - Bonnie Franklin (Ann Romano) - One Day at a Time (CBS) - Swoosie Kurtz (Laurie Morgan) - Love, Sidney (NBC) - Charlotte Rae (Edna Garrett) - The Facts of Life (NBC) - Isabel Sanford (Louise Jefferson) - The Jeffersons (CBS) |
| Legjobb férfi főszereplő (drámasorozat) | Legjobb női főszereplő (drámasorozat) |
| - Daniel J. Travanti (Frank Furillo) - Zsarublues (NBC) - Ed Asner (Lou Grant) - Lou Grant (CBS) - John Forsythe (Blake Carrington) - Dinasztiák (ABC) - James Garner (Bret Maverick) - Bret Maverick (NBC) - Tom Selleck (Thomas Magnum) - Magnum (CBS)                                                     | - Michael Learned (Mary Benjamin) - Nurse (CBS) - Debbie Allen (Lydia Grant) - Fame (NBC) - Veronica Hamel (Joyce Davenport) - Zsarublues (NBC) - Michele Lee (Karen Fairgate) - Knots Landing (CBS) - Stefanie Powers (Jennifer Hart) - Hart to Hart (ABC)                                                                                                 |
| Legjobb férfi főszereplő (minisorozat vagy különkiadás) | Legjobb női főszereplő (minisorozat vagy különkiadás) |
| - Mickey Rooney (Bill Sackter) - Bill (CBS) - Anthony Andrews (Sebastian Flyte) - Utolsó látogatás (PBS) - Philip Anglim (John Merric]) - The Elephant Man (ABC) - Anthony Hopkins (Quasimodo) - A Notre Dame-i toronyőr (CBS) - Jeremy Irons (Charles Ryder) - Utolsó látogatás (PBS)                       | - Ingrid Bergman (Golda Meir) - A Woman Called Golda (szindikált sugárzás) - Glenda Jackson (Patricia Neal) - Patricia Neal története (CBS) - Ann Jillian (Mae West) - Mae West (ABC) - Jean Stapleton (Eleanor Roosevelt) - Eleanor, First Lady of the World (CBS) - Cicely Tyson (Marva Collins) - The Marva Collins Story (CBS)                          |

#### Mellékszereplők
| Legjobb férfi mellékszereplő (vígjátéksorozat) | Legjobb női mellékszereplő (vígjátéksorozat) |
| --- | --- |
| - Christopher Lloyd (Jim Ignatowski) - Taxi (ABC) (Epizód: "Elegáns Iggy") - Danny DeVito (Louie De Palma) - Taxi (ABC) - Ron Glass (Ron Harris) - Barney Miller (ABC) - Steve Landesberg (Arthur Dietrich) - Barney Miller (ABC) - Harry Morgan (Sherman T. Potter) - MASH (CBS) - David Ogden Stiers (Charles Emerson Winchester III) - MASH (CBS)                                      | - Loretta Swit (Margaret Houlihan) - MASH (CBS) (Epizód: "The Birthday Girls") - Eileen Brennan (Doreen Lewis) - Private Benjamin (CBS) - Marla Gibbs (Florence Johnston) - The Jeffersons (CBS) - Andrea Martin (Various Characters) - Second City Television (NBC) - Anne Meara (Veronica Rooney) - Archie Bunker's Place (CBS) (Epizód: "Relapse") - Inga Swenson (Gretchen Wilomena Kraus) - Benson (ABC) |
| Legjobb férfi mellékszereplő (drámasorozat) | Legjobb női mellékszereplő (drámasorozat) |
| - Michael Conrad (Phil Esterhaus) - Zsarublues (NBC) - Taurean Blacque (Neal Washington) - Zsarublues (NBC) - Charles Haid (Andy Renko) - Zsarublues (NBC) - Michael Warren (Bobby Hill) - Zsarublues (NBC) - Bruce Weitz (Mick Belker) - Zsarublues (NBC) | - Nancy Marchand (Margaret Pynchon) - Lou Grant (CBS) (Epizód: "Review") - Barbara Bosson (Fay Furillo) - Zsarublues (NBC) - Julie Harris (Lilimae Clements) - Knots Landing (CBS) - Linda Kelsey (Billie Newman) - Lou Grant (CBS) - Betty Thomas (Lucille Bates) - Zsarublues (NBC) |
| Legjobb férfi mellékszereplő (minisorozat vagy különkiadás) | Legjobb női mellékszereplő (minisorozat vagy különkiadás) |
| - Laurence Olivier (Lord Marchmain) - Utolsó látogatás (PBS) (Epizód: "A kihalt Brideshead") - Jack Albertson (Poppa MacMahon) - Szomorú terhesség (ABC) - John Gielgud (Edward Ryder) - Utolsó látogatás (PBS) (Epizód: "Et in Arcadia ego") - Derek Jacobi (Adolf Hitler) - Inside the Third Reich (ABC) - Leonard Nimoy (Morris Meyerson) - A Woman Called Golda (szindikált sugárzás) | - Penny Fuller (Mrs. Kendal) - The Elephant Man (ABC) - Claire Bloom (Lady Marchmain) - Utolsó látogatás (PBS) (Epizód: "Sebastian a világ ellen") - Judy Davis (Fiatal Golda) - A Woman Called Golda (szindikált sugárzás) - Vicki Lawrence (Thelma "Mama" Harper) - Eunice (CBS) - Rita Moreno (Rosella DeLeon) - Portrait of a Showgirl (CBS)                                                              |

### Rendezők
| Legjobb rendező (vígjátéksorozat) | Legjobb rendező (drámasorozat) |
| --- | --- |
| - One Day at a Time (CBS) (Epizód: "Barbara's Crisis") – Alan Rafkin - MASH (CBS) (Epizód: "Picture This") – Burt Metcalfe - MASH (CBS) (Epizód: "Pressure Points") – Charles S. Dubin - MASH (CBS) (Epizód: "Sons and Bowlers") – Hy Averback - MASH (CBS) (Epizód: "Where There's a Will, There's a War") – Alan Alda - Taxi (ABC) (Epizód: "Jim, a médium") – James Burrows | - Fame (NBC) (Epizód: "To Soar and Never Falter") – Harry Harris - Fame (NBC) (Epizód: "Musical Bridge") – Robert Scheerer - Zsarublues (NBC) (Epizód: "The Second Oldest Profession") – Robert Butler - Zsarublues (NBC) (Epizód: "The World According to Freedom") – Jeff Bleckner - Lou Grant (CBS) (Epizód: "Hometown") – Gene Reynolds |
| Legjobb rendező (varietésorozat vagy különkiadás) | Legjobb rendező (minisorozat vagy különkiadás) |
| - Goldie and Kids: Listen to Us (ABC) – Dwight Hemion - 54. Oscar-gála (ABC) – Marty Pasetta - Baryshnikov in Hollywood (CBS) – Don Mischer - Live from Lincoln Center: "An Evening with Danny Kaye and the New York Philharmonic" (PBS) – Robert Scheerer - Night of 100 Stars (ABC) – Clark Jones                                                                            | - Inside the Third Reich (ABC) – Marvin J. Chomsky - Utolsó látogatás (PBS) (Epizód: "Et in Arcadia Ego") – Charles Sturridge, Michael Lindsay-Hogg - Mae West (ABC) – Lee Philips - Az áruló (CBS) – Herbert Wise |

### Forgatókönyvírók
| Legjobb forgatókönyv (vígjátéksorozat) | Legjobb forgatókönyv (drámasorozat) |
| --- | --- |
| - Taxi (ABC) (Epizód: "Elegáns Iggy") – Ken Estin - Barney Miller (ABC) (Epizód: "Landmark, Part III") – Frank Dungan, Jeff Stein, Tony Sheehan - MASH (CBS) (Epizód: "Follies of the Living - Concerns of the Dead") – Alan Alda - Nagyon különleges ügyosztály (ABC) (Epizód: "A tekintélyes adomány, avagy ajándék lónak ne nézd a fogát") – Jim Abrahams, David Zucker, Jerry Zucker - Taxi (ABC) (Epizód: "Jim, a médium") – Holly Holmberg Brooks, Barry Kemp | - Zsarublues (NBC) (Epizód: "Freedom's Last Stand") – Michael Kozoll, Steven Bochco, Anthony Yerkovich, Jeffrey Lewis, Michael Wagner - Zsarublues (NBC) (Epizód: "Personal Foul") – Steven Bochco, Anthony Yerkovich, Jeffrey Lewis, Michael Wagner - Zsarublues (NBC) (Epizód: "The Second Oldest Profession") – Michael Kozoll, Steven Bochco, Anthony Yerkovich, Robert Crais - Zsarublues (NBC) (Epizód: "The World According to Freedom") – Michael Wagner - Lou Grant (CBS) (Epizód: "Blacklist") – Seth Freeman |
| Legjobb forgatókönyv (varietésorozat vagy különkiadás) | Legjobb forgatókönyv (minisorozat vagy különkiadás) |
| - Second City Television (NBC) (Epizód: "Moral Majority Show") - I Love Liberty (ABC) - Second City Television (NBC) (Epizód: "Christmas Show") - Second City Television (NBC) (Epizód: "Cycle Two, Show Two") - Second City Television (NBC) (Epizód: "Tony Bennett") | - Bill (CBS) – Barry Morrow, Corey Blechman - Utolsó látogatás (PBS) (Epizód: "Et in Arcadia Ego") – John Mortimer - Oppenheimer (PBS) (Epizód: "Part V") – Peter Prince - Sidney Shorr: A Girl's Best Friend (NBC) – Oliver Hailey - Az áruló (CBS) – Ernest Kinoy |

## Fordítás
- Ez a szócikk részben vagy egészben  a(z)   34th Primetime Emmy Awards című angol Wikipédia-szócikk fordításán alapul.  Az eredeti cikk szerkesztőit annak laptörténete sorolja fel. Ez a jelzés csupán a megfogalmazás eredetét és a szerzői jogokat jelzi, nem szolgál a cikkben szereplő információk forrásmegjelöléseként.